# タフツ大学

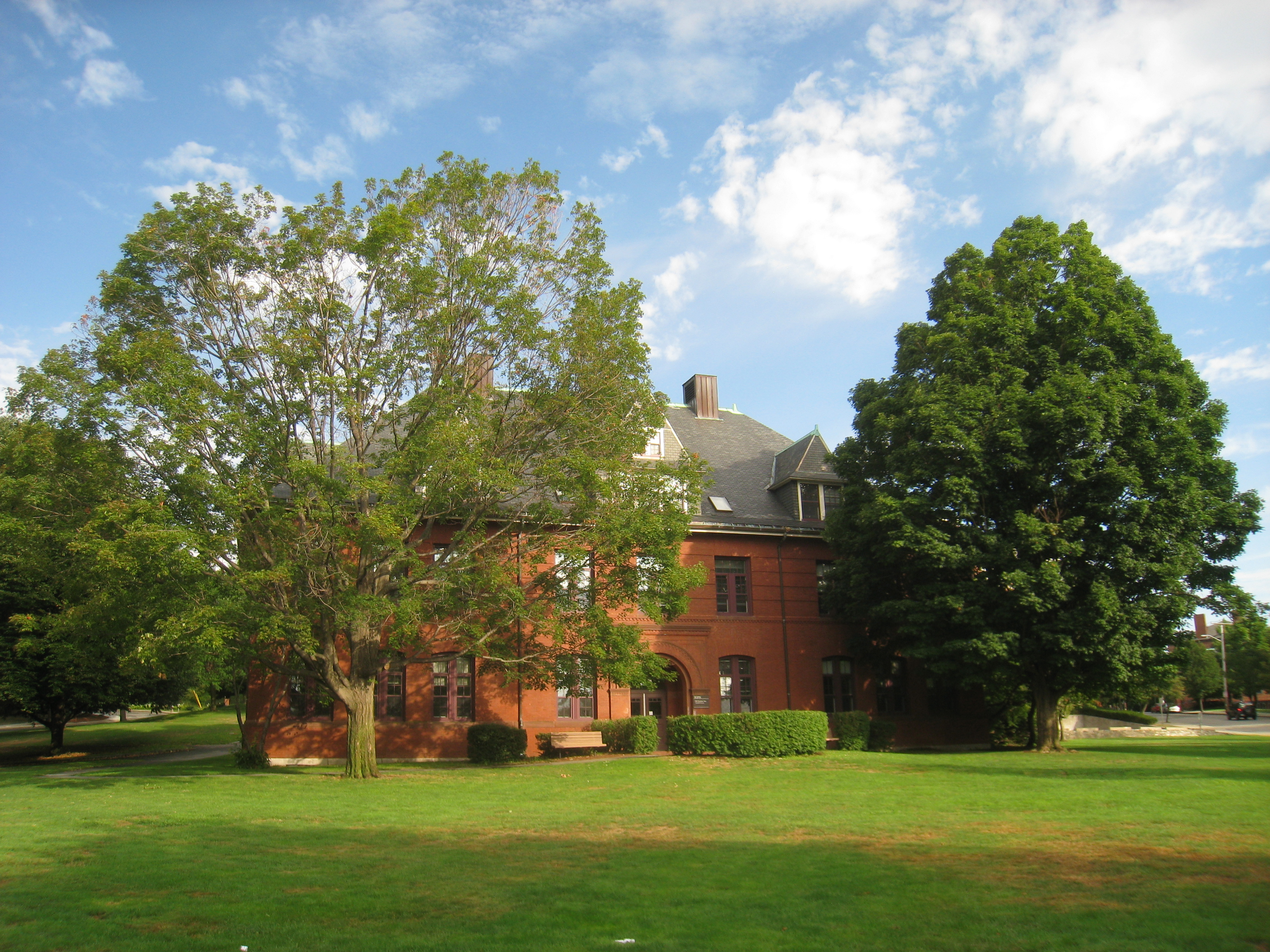

タフツ大学（タフツだいがく、Tufts University）は、アメリカ合衆国マサチューセッツ州メドフォードにある私立大学。
CBSニュースによると、2019年度の全米入学難易度では全米25位、合格率は14%である。特に国際関係学では、フレッチャー法律外交大学院（Fletcher School）が全米TOP10入りしており、国際的にも名高い。

## 歴史
1852年、チャールズ・タフツがタフツ・カレッジ（Tufts College）を設立し、「岡の上の明かり」を作りたいと言って、メドフォードにおいて標高が最も高かったウォルナットヒル（Walnut Hill）をキャンパス用地として寄付した。当初は、万人救済主義教会との友好関係があったが、現在タフツ大学は無宗派である。
1954年にタフツ大学へ改称されたが、法人名は変更せず「タフツ・カレッジ評議会」（"The Trustees of Tufts College"）のままである。

## 特徴
アカデミックスコア（Selectivity Rank）による合格難易度ランキングは、全米17位である。2015年度版 U.S. NEWS＆WORLD REPORTによる総合ランキングは、全米27位である。
2010年の志願者は15,437人（合格者は24パーセント）、2011年の志願者は17,130人（合格者は21.8パーセント） に達した。2011年の入学者の90パーセントは、高校の成績が上位10パーセントの生徒であった。
2014年度は、志願者19,074人のうち3,288人が合格し、合格率は17.2％であった。合格した学生のSATスコア(2400満点)の中央値は、2040～2280、ACT(36満点)の平均値は、31であった。
キャンパスは、メドフォード - サマービルと、ボストン、グラフトン、そしてフランスのタロワールの4ヶ所にある。
6つの図書館の蔵書総数は、1,214,414冊である。また、古典文献学のリソースサイトである『ペルセウス電子図書館』を提供している。

## スポーツ・サークル・伝統
- ジャンボ

タフツ大学のマスコットは、象のジャンボ。1882年にサーカス興行主のP・T・バーナムが行った多大な寄付に敬意を払い、バーナムのサーカスの人気者であった象のジャンボを、大学のマスコットとしたものである。ジャンボは死後剥製にされて、バーナム・ホールの地階に展示されていたが、ホールの火災により1974年に焼失してしまった。現在では、ジャンボに似せた石膏像が、校舎中庭に置かれている。
タフツの運動競技選手たちにとり、ジャンボの剥製は、幸運の源と考えられていた。大きな試合や試験の前などには、彼らは、剥製の尻尾を引っ張ったり、牙の上に小銭を置いて、幸運を願ったと云う。この尻尾は、1942年に剥製の修繕が行なわれた際に交換され、以前の物は大学図書館の記録保管所に収蔵されている。ジャンボの焼失の翌日、剥製のあったあたりの灰が集められ、ピーナッツバター瓶に入れられた。この瓶も、タフツ大学の運動コーチや選手たちにとり幸運のお守りになっており、大試合の前に瓶を撫でると勝つことができると信じられている。

## 主な出身者
- ユージン・ファーマ - ノーベル経済学賞受賞
- 明石康 - 国連事務次長
- 森本敏 - 防衛大臣
- 陳方安生 - 香港政務長官
- 緒方四十郎 - 日銀理事
- 西村信也 - 世界銀行　上級エネルギー専門官
- 森純一 - 国際協力機構 JICA ハノイ工業大学技能者育成支援プロジェクト専門家
- 秋葉忠利 - 広島大学特任教授　元広島市長。タフツ大学数学科元准教授
- 稲村公望 - 中央大学大学院公共政策研究科客員教授、日本郵政公社常務理事
- 蓮生郁代 - 大阪大学大学院国際公共政策研究科准教授
- 山口昇 - 軍事評論家。元陸将・陸上自衛隊研究本部長。現防衛大学校教授
- 秋庭大輔 - ニューヨーク市立大学大学院センター教授
- 田島夏与 - 立教大学 経済学部 経済政策学科 准教授
- 渡辺紫乃 - 埼玉大学 准教授
- 杉本晶子 - 日本経済新聞社　記者
- 郡信一郎  - デル株式会社社長
- 吉田仁志 - 日本HP社長 SAS Institute Japan前社長
- 藤森研作 - プラットフォームコンピューティングジャパン社長
- 吉岡利代 - 国際人権NGOヒューマン・ライツ・ウォッチ上級プログラムオフィサー
- 武田祐史 - ブリガム・アンド・ウィメンズ病院博士研究員
- 南壮一郎 - ビズリーチ創業者・会長
- ノーバート・ウィーナー - 数学者。サイバネティックスの創始者。11歳で入学して数学を学び、5年後に学位を取った。
- ロデリック・マキノン - 化学者・ロックフェラー大学教授・ノーベル化学賞受賞
- ブルース・ストロナク - テンプル大学ジャパンキャンパス学長
- スラキアット・サティアンタイ - タイの副首相
- シュクリ・ガーネム - シリアの前首相
- コスタス・カラマンリス - ギリシャの元首相
- ピエール・オミダイア - 実業家　eBay の創設者、会長
- ヴァネヴァー・ブッシュ - コンピュータ技術者、科学技術管理者
- ニルス・ミュラー - 映画監督
- ピーター・ギャラガー - 俳優
- ハンク・アザリア - 俳優
- ウィリアム・ハート - 俳優
- ダン・ヘダヤ - 俳優
- オリヴァー・プラット - 俳優
- ジョリー・チャン - 女優
- マキシン・クーミン - 詩人
- トレイシー・チャップマン - 歌手
- ルース・マリー・ジャーマン・白石 -　実業家
- グエン・クオック・クオン - ベトナムの外務副大臣、駐米大使、駐日大使